# Molaria spinifera
La molaria (Molaria spinifera) è un artropodo estinto, vissuto nel Cambriano medio (circa 505 milioni di anni fa). I suoi resti sono stati rinvenuti nel ben noto giacimento di Burgess Shales (Canada) e in Utah.

## Descrizione
Lunga circa cinque centimetri, questa creatura era dotata di un grande scudo cefalico a forma di mezza sfera; sul capo sono presenti un paio di piccole antenne rivolte in avanti e tre paia di appendici biramate (simili a quelle presenti in altri artropodi primitivi) costituite da un arto ambulacrale e da una branchia. Il corpo era costituito da otto segmenti, con altrettante paia di appendici; la coda, invece, era lunghissima e costituita da numerosi segmenti articolati.

## Classificazione
Nonostante le prime descrizioni dell'animale lo ponessero alla base del gruppo dei merostomi, nel 1981 Harry Whittington pubblicò uno studio secondo il quale la molaria possedeva caratteristiche differenti, soprattutto per quanto riguarda le appendici cefaliche. Probabilmente questo animale viveva sul fondo marino e si spostava grazie alle corte zampe.